# Língua urdu
O urdu (اردو) (também conhecida como lashkari لشکری) é uma língua indo-europeia da família indo-ariana que se formou sob influência persa, turca e árabe no sul da Ásia durante a época do sultanato de Déli e do Império Mogol (1200-1800).
De acordo com estimativas de 2022 do Ethnologue, o urdu é a décima língua mais falada no mundo, com 230 milhões de falantes no total, incluindo aqueles que o falam como segunda língua. Sendo o idioma nacional do Paquistão, e um dos 24 idiomas nacionais da Índia. Entretanto, o urdu, muito similar ao hindi, muitas vezes é considerado — juntamente com o hindi — como sendo parte do continuum linguístico denominado hindustâni, neste caso sendo o segundo idioma mais falado do mundo. O urdu é escrito em um alfabeto árabe modificado.

## Etimologia
O nome urdu foi usado pela primeira vez pelo poeta Ghulam Hamadani Mushafi por volta de 1780 para se referir à língua hindustâni , embora ele próprio também tenha usado alternativamente o termo hindavi em sua poesia para definir a língua.
Do século XIII até finais do século XVIII, a língua agora conhecida como urdu era também chamada de hindi, hindustani, dehlavi, dihlawi, lahori, e lashkari. Ordu significa exército nas línguas turcas.
No final do século 18, o urdu era conhecido como Zaban-e-Urdu-e-Mualla, que significa linguagem do acampamento exaltado.  

## Origem
O termo urdu é derivado da palavra turca ordu (exército), que deu origem a palavra portuguesa horda. Desde a conquista do Sultanato de Déli e do Império Mogol até o período da Índia britânica, o urdu era utilizado tanto por hindus quanto por muçulmanos. Este caráter uno da língua perdurou até ser substituído pelo persa quando foi considerado ao lado do inglês uma da línguas oficiais. Este fato desencadeou no noroeste da Índia que protestaram que a língua deveria ser escrita no tradicional alfabeto devanágari. Apesar de um novo registro literário chamado hindi ter substituído o tradicional hindustâni como a língua oficial do estado de Biar em 1881, estabelecendo uma divisão sectária entre as línguas, onde o urdu ficou para os muçulmanos e o hindi para os hindus, uma divisão que se tornou mais evidente com a divisão entre Índia e Paquistão logo após a proclamação da Independência da Índia. Após a independência, o governo paquistanês adotou uma política de valorização do vocabulário persa.

## História
O sultanato de Delhi estabeleceu o  persa como língua oficial na Índia, uma política continuada pelo Império Mughal, que se estendeu pela maior parte do norte do sul da Ásia dos séculos XVI a XVIII e consolidou a influência persa no hindustâni. 
Como exércitos persas conquistaram a parte do norte do subcontinente indiano, aos poucos desenvolveu-se um idioma que seria o urdu, uma mistura de hindi e persa, que seria mais utilizado como uma linguagem de negócios, política e questões militares. O urdu foi a linguagem oficial do governo de grande parte do subcontinente indiano durante cerca de 600 anos e acabou auxiliando na formação de uma identidade particular para os muçulmanos do subcontinete indiano. Nos vários séculos que se seguiram, uma sofisticada e particular "cultura urdu" desenvolveu-se. Uma extensa e rica literatura em urdu surgiu, e os poetas e escritores do urdu tornaram-se famosos por todo o subcontinente indiano por seu trabalho. Mesmo durante a colonização do subcontinente pelos europeus, embora o urdu deixasse de ser idioma oficial, seus falantes mantiveram a tradição e permaneceram falando o idioma.
Depois da independência da Índia — e subsequente criação do Paquistão anos mais tarde —, o urdu continuou a ser a linguagem comum do Paquistão, usado tanto pelo povo quanto em questões políticas oficiais (junto com inglês neste caso). Mesmo hoje, o urdu é considerado como um idioma muçulmano e o hindi como um idioma hindu, embora muitos falantes de hindi sejam muçulmanos. Após a partição do subcontinente e surgimento do Paquistão, os governos da Índia e Paquistão fizeram diversas tentativas de tornar os idiomas hindi e urdu mais diferentes entre si, mas o êxito enorme da indústria cinematográfica de "Bollywood" — que baseia seus filmes no denominador baixo-comum dos dois idiomas, que embora escritos em dois alfabetos diferentes, são extremamente semelhantes, com as únicas diferenças principalmente em palavras e estruturas gramaticais de textos religiosos e literatura erudita — tenha dificultado as tentativas de diferenciar mais os dois idiomas.

## Estrutura de linguagem

### Pronomes e Nomes
O urdu tem 7 pronomes: 3 para a segunda pessoa — você, tu e tu (informal) — e 2 para a terceira pessoa, mas não especifica se é singular ou plural. Não há artigos.
| Urdu              | Português            |
| ----------------- | -------------------- |
| مین (main)        | eu                   |
| آپ (aap)          | você                 |
| تم (tum)          | tu                   |
| تو (tuu)          | tu (muito informal)  |
| وہ، یہ، (yeh/woh) | ele, ela, eles, elas |
| ھم (ham)          | nós                  |

Os nomes são ou masculinos, ou femininos, e podem ser identificados, de uma maneira geral, ao se observar o término da palavra. Se esta acaba com som de "a", é masculino; se termina com um som "i", é feminino. Mas isto não é uma regra absoluta, existem exceções — há muitas palavras que não acabam com som de "a" ou "i".

### Gramática
A gramática do urdu é muito semelhante, com poucos verbos irregulares. A estrutura de sentença vai como segue: (adjetivo+) nome+ (adjetivo+) complemento indireto+ preposição+ (advérbio+) expressão negativa+ verbo
Ele lê um livro
"woh kitab purhta hai"
"وہ کتاب کو  پڑھتا ھے۔ "
"Ele um livro lê"

## Falantes e Status Oficial
Existem cerca de 60 a 80 milhões de falantes nativos de urdu.
No Paquistão, o urdu é falado e compreendido pela maioria dos habitantes de cidades como Carachi, Islamabade, Laore, Raualpindi, Pexauar, Quetta, Haiderabade, Gujranwala, Faiçalabade, Multã e Sucur. Urdu é considerado o idioma oficial de todas as províncias do Paquistão. Por ser o idioma oficial, sendo ensinado como segunda língua nas províncias que falam algum idioma regional, o vocabulário do urdu é fortemente influenciado por estas línguas regionais, e vice-versa.
Na Índia, o urdu é falado em Utar Pradexe, Caxemira, Déli, Bopal, Bangalor Haiderabade, Mumbai e outras regiões centrais do país. Algumas escolas indianas ensinam urdu.
O urdu também é falado em regiões urbanas do Afeganistão. Fora do Sul da Ásia, é falado por númerosos grupos de trabalhadores dos maiores centros urbanos dos países do Golfo Pérsico e Arábia Saudita. É falado ainda por um grande número de imigrantes em grandes centros do Reino Unido, Estados Unidos, Canadá, Noruega e Austrália.
Países com grande número de falantes de urdu como língua nativa:
| - Índia (48,1 milhões [1997]), - Paquistão (11,77 milhões [2005]), - Reino Unido (700 000 [1990] Inclui aqueles que falam urdu em adição a uma língua natal como panjabi, mirpuri, etc. ), - Bangladexe (650 000 ), - Arábia Saudita (550.000), - Emirados Árabes Unidos (500.000), - Estados Unidos (350.000), - Nepal (275 000), - África do Sul (200 000 Muçulmanos provenientes do Sul da Ásia), - Oman (90 000), - Canadá (80 895 [2001]), - Barém (80 000), - Maurícia (74 000), - Catar (70 000), | - Alemanha (40 000), - Noruega (26 950 [2005]), - França (20 000), - Espanha (18 000 [2004]), - Suécia (10 000 [2001]), - Tailândia (5 000 asiáticos do sul), - Afeganistão, - Japão, - Fiji, - Guiana, - Austrália, - Dinamarca, - Itália, - Nova Zelândia. |

### StatusOficial
Urdu é o idioma nacional do Paquistão. Divide o status de idioma oficial com o inglês. Apesar de o inglês ser mais utilizado normalmente pela elite e de o panjabi possuir uma grande quantidade de falantes nativos, o urdu é a língua franca do país. Também é uma das línguas oficiais da Índia.

## Classificação e idiomas relacionados
O urdu é membro da família de línguas indo-arianas, que por sua vez é parte da família de idiomas indo-europeus. Faz parte de um dialeto contínuo que se estende através do Norte da porção Sul da Ásia, do panjabi ao bengali. Todos estes dialetos possuem estruturas gramaticais semelhantes, além de uma grande parte do vocabulário em comum. O panjabi, por exemplo, é muito semelhante ao urdu: o panjabi escrito em caracteres Shahmukhi pode ser entendido por falantes do urdu com pouca dificuldade, mas o panjabi falado possui uma fonética (sistema de pronúncia) muito diferente e não pode ser compreendido muito facilmente por falantes de urdu. Entretanto, o idioma mais proximamente ligado ao urdu é o hindi.